# Spider-Man (película)
Spider-Man (conocida como El Hombre Araña en Hispanoamérica) es una película de superhéroes estadounidense de 2002 basada en el personaje del mismo nombre de Marvel Comics y dirigida por Sam Raimi a partir de un guion de David Koepp. Es la primera entrega de la trilogía de Spider-Man de Raimi y está protagonizada por Tobey Maguire como el personaje principal, junto a Willem Dafoe, Kirsten Dunst, James Franco, Cliff Robertson y Rosemary Harris. La cinta narra la historia del origen de Spider-Man y su carrera temprana como superhéroe. Después de ser mordido por una araña alterada genéticamente, el joven adolescente marginado Peter Parker (Maguire) desarrolla habilidades sobrehumanas similares a las de una araña y adopta una identidad de superhéroe enmascarado para luchar contra el crimen y la injusticia en la ciudad de Nueva York, enfrentándose al siniestro Duende Verde (Dafoe) en el proceso.
El desarrollo de una película en imagen real de Spider-Man comenzó a mediados de la década de 1970. Los cineastas Tobe Hooper, Joseph Zito y James Cameron se unieron para dirigir el filme en un momento dado. Sin embargo, el proyecto se languidecería en el infierno del desarrollo debido a problemas financieros y de licencias. Después de que el progreso de la película se estancó durante casi 25 años, Columbia Pictures obtuvo la licencia para su lanzamiento mundial en 1999 después de que adquirió opciones de Metro-Goldwyn-Mayer en todos los guiones anteriores desarrollados por Cannon Films, Carolco y New Cannon. Ejerciendo su opción en solo dos elementos de la adquisición de múltiples guiones (un guion diferente fue escrito por James Cameron, Ted Newsom, John Brancato, Barney Cohen y Joseph Goldman), Sony contrató a Koepp para crear un libreto funcional (acreditado como el de Cameron), y Koepp recibió el crédito exclusivo en la facturación final. Se consideró a los directores Roland Emmerich, Ang Lee, Chris Columbus, Jan de Bont, M. Night Shyamalan, Michael Bay, Ridley Scott y David Fincher para dirigir el proyecto antes de que Raimi fuera contratado como director en 2000. El guion de Koepp fue reescrito por Scott Rosenberg durante la preproducción y recibió un pulido de diálogo de Alvin Sargent y modificaciones finales de Ivan Raimi durante la producción. El rodaje tuvo lugar en Los Ángeles y la ciudad de Nueva York del 8 de enero al 30 de junio de 2001. Sony Pictures Imageworks se encargó de los efectos visuales de la cinta.
Spider-Man se estrenó en el Mann Village Theatre el 29 de abril de 2002 y en los Estados Unidos el 3 de mayo. La película recibió críticas positivas del público y los críticos que elogiaron la dirección, la historia, las actuaciones, los efectos visuales, las secuencias de acción y la partitura musical. Es la primera película en alcanzar los 100 millones de dólares en un solo fin de semana, así como el filme basado en un cómic más exitoso en ese momento. Con una recaudación de taquilla de más de 821.7 millones de dólares en todo el mundo, es la tercera película más taquillera de 2002, una de las cintas de superhéroes más taquilleras de la historia y la sexta más taquillera en general en el momento de su estreno. A Spider-Man se le atribuye la redefinición del género moderno de superhéroes, así como el éxito de taquilla del verano. Después de su éxito, generó dos secuelas, Spider-Man 2 y Spider-Man 3 en 2004 y 2007, respectivamente. Maguire y Dafoe repiten sus papeles en Spider-Man: No Way Home (2021), que explora el concepto del multiverso y vincula la trilogía de Raimi con el Universo cinematográfico de Marvel (UCM).

## Argumento
En un viaje escolar, Peter Parker (Tobey Maguire), el estudiante adolescente de último año de preparatoria, visita un laboratorio de genética de la Universidad de Columbia con su amigo Harry Osborn (James Franco) y su amiga Mary Jane Watson (Kirsten Dunst). Ahí, una «súper araña» modificada genéticamente se escapa de su jaula de contención y muerde a Peter, quien se enferma al regresar a casa. Mientras tanto, Norman Osborn (Willem Dafoe), el padre de Harry y científico, fundador y propietario de Oscorp, intenta conseguir un importante contrato militar y experimenta consigo mismo con un potenciador químico inestable que mejora el rendimiento muscular, pero habiendo desarrollado una personalidad alterna se vuelve desprovisto de cordura y termina matando al Dr. Mendel Stromm (Ron Perkins), su compañero y asistente, quien minutos antes le había advertido sobre los riesgos del potenciador.
Al día siguiente, Peter descubre que ya no es miope y descubre también que ha desarrollado habilidades similares a las de una araña: puede lanzar telarañas de sus muñecas y tiene reflejos acelerados, velocidad, fuerza sobrehumana, capacidad de adherirse a las superficies para treparse y un «sentido arácnido», una mayor capacidad para sentir el peligro que lo acecha. Haciendo caso omiso del consejo de su tío Ben Parker (Cliff Robertson) de que «un gran poder conlleva una gran responsabilidad», Peter considera comprar un automóvil para impresionar a Mary Jane. Entra en un evento clandestino de lucha libre para ganar el dinero que necesita, donde se anuncia que se le pagará $3 000 dólares al que pueda soportar 3 minutos en el ring. Aprovechando sus habilidades, Peter consigue ganar su combate, pero poco después el promotor termina entregándole solo $100 dólares de ganancias en lugar de los $3 000 dólares anunciados, ya que según él, Peter derrotó a su oponente en solo 2 minutos en lugar de los 3 minutos que decía el anuncio. Sin embargo, Peter le insiste al promotor en que necesita dicho dinero, pero este en un tono grosero se limita en responderle: “¡Tus necesidades no son problema mío!”. Justo cuando Peter sale indignado de la habitación con los $100 dólares que obtuvo de ganancia, súbitamente, un ladrón (Michael Papajohn) entra en la oficina del promotor y a punta de pistola le roba todo el dinero a este último. Al observar la situación, Peter deja que el ladrón pueda escapar en el ascensor, donde momentos después, un guardia de seguridad que se encontraba en el lugar lo reprende por haberlo dejado huir. Por otro lado y realmente preocupado por lo sucedido, el promotor le advierte a Peter que este pudo haber atrapado al ladrón y evitar que se escapará con todo su dinero, pero Peter en su lugar se limita a darle una lección, respondiéndole con el mismo argumento que él le había dicho previamente: “Sus necesidades no son problema mío”.
Momentos después, Peter descubre que su tío Ben fue asesinado y que robaron su auto. Persigue al asesino y se enfrenta a él, solo para darse cuenta de que era el mismo ladrón que dejó escapar previamente en el edificio de lucha libre el que había asesinado a su tío. Mientras el propio Peter lo reconoce y queda impactado por la revelación, rápidamente el ladrón intenta matarlo a punta de pistola, pero un Peter enfurecido lo desarma rompiéndole la muñeca y el ladrón completamente asustado y adolorido empieza a caminar hacia atrás para poder escapar hasta que se tropieza accidentalmente con una tubería y termina cayendo por la ventana del segundo piso, muriendo instantáneamente. Mientras tanto, el enloquecido alter ego de Norman oculto bajo una armadura verde y un casco de duende y armado con un planeador, que son prototipos de su propia compañía, interrumpe un experimento militar en un campo de pruebas del rival corporativo de Oscorp, Quest Aerospace, y termina matando a varias personas disparándoles sus misiles.
Al graduarse, Peter comienza a usar sus habilidades para luchar contra la injusticia vistiendo un traje de spandex bajo la personalidad enmascarada del Hombre Araña. Por otro lado, J. Jonah Jameson (J. K. Simmons), el editor del periódico Daily Bugle, contrata a Peter como fotógrafo independiente, ya que es la única persona que le proporciona imágenes claras del Hombre Araña. Al descubrir que la junta directiva de Oscorp planea despedirlo para venderle los derechos de la empresa a Quest (tras la recapitalización después de la destrucción en el experimento militar), Norman los asesina brutalmente en el Festival de la Unión habiendo sido apoderado por su alter ego. De pronto, Peter (como el Hombre Araña) se enfrenta a Norman durante el atentado y finalmente, le destroza los sistemas de vuelo del planeador para obligarlo a retirarse, mientras se dispone a rescatar a Mary Jane. En el despacho del Daily Bugle, Jameson empieza a llamar al misterioso asesino enmascarado como el «Duende Verde».
Cuando Peter sale de manera fastidiosa por los comentarios de Jameson sobre el elegir el nombre a los villanos, Norman (como el Duende Verde) irrumpe en el acto y presiona a Jameson para que le revele la identidad de la persona que le toma las fotos al Hombre Araña, pero para su enojo este le miente diciéndole que no lo sabe porque las imágenes del superhéroe le llegan por correo. Peter (como el Hombre Araña) aparece en escena para salvar a Jameson, quien incrédulamente les reclama a ambos por ser un grupo de villanos, no sin antes ser silenciado por Peter. Luego, Norman pone a dormir a Peter con humo del planeador y lo lleva a un edificio remoto dejándolo paralizado y ahí, le ofrece a Peter un lugar a su lado, pero él cansadamente se niega. Norman se marcha dejándoselo de tarea, no sin antes hacerlo poner a cuestionar sobre los actos de los héroes cuando la humanidad los rechaza por volverse una amenaza.
En un edificio de apartamentos incendiado, Peter y Norman (como el Hombre Araña y el Duende Verde respectivamente) se reencuentran y empiezan a luchar, Peter termina siendo herido en su brazo en el proceso, pero logra escapar de la escena. En la cena de Acción de Gracias, la tía May Parker (Rosemary Harris) invita a Mary Jane, Harry y Norman, pero durante la cena, Norman ve la herida en el brazo de Peter dándose cuenta de su identidad como el Hombre Araña. Poco tiempo después de irse y pensando que la única forma de derrotar a Peter es atacar a aquellos que son especiales para él, Norman (como el Duende Verde) ataca a la tía May, dejándola hospitalizada.
En el hospital, Mary Jane le revela a Peter que había estado enamorada del Hombre Araña (porque este la rescató numerosas veces seguidas) y creyendo en su amistad con el Hombre Araña le pregunta a Peter si estuvo hablando con él sobre ella y Peter le revela que cuando habló con el Hombre Araña, solo le dijo a este último que las debilidades y los sentimientos del amor no son lo mismo. Harry, quien está saliendo con Mary Jane, la ve sosteniendo la mano de Peter y asume que ella siente algo por él. Devastado y triste por este suceso, Harry regresa a su casa y le dice a su padre que Peter ama a Mary Jane desde la infancia, revelando sin saberlo la mayor debilidad del Hombre Araña. Norman se disculpa con Harry y ambos se abrazan perdonándose por sus diferencias anteriores. En la siguiente noche, Norman (como el Duende Verde) toma como rehenes a Mary Jane y a un vagón de tranvía de Roosevelt Island lleno de niños junto al puente de Queensboro y obliga a Peter (como el Hombre Araña) a elegir a quién quiere salvar y luego los deja a ambos caer en un retorcido experimento social. Rápidamente, Peter salva tanto a Mary Jane como al tranvía, pero en eso, Norman intenta hacer que el héroe los deje caer y comienza a golpearlo una y otra vez, pero justo cuando esta a punto de empalarlo con las cuchillas del planeador, un grupo de personas que están en el puente cercano comienzan a arrojarle diferentes objetos a Norman para distraerlo y donde además se ponen a favor del Hombre Araña, mientras que este último consigue poner a salvo a Mary Jane y al tranvía en una barcaza que se encontraba en las cercanías.
Al no quedar conforme con esto, Norman sujeta a Peter con un cable y lo arroja hasta un edificio abandonado cercano, donde lo golpea brutalmente hasta dejarlo completamente débil. Cuando Norman se jacta de cómo matará a Mary Jane, un enfurecido Peter se esfuerza y consigue vencer y dominar a Norman, pero justo en ese momento, un Norman aparentemente rehabilitado se quita su casco revelándole a Peter su identidad alterna y pidiéndole perdón por todo lo malo que ha hecho como el Duende Verde, le suplica su ayuda para que lo salve de la influencia malvada de su otro yo, pero mientras habla con Peter y sin que este lo note, Norman aún controlado por el Duende Verde prepara sutilmente su planeador para empalarlo por la espalda. Sin embargo, Peter es advertido por su sentido arácnido y da un salto esquivando el mortal ataque y el planeador termina empalando fatalmente a Norman en su estómago. Moribundo y en medio de su agonía, Norman mentalmente consciente le pide a Peter que Harry no se entere de su identidad alterna como el Duende Verde y finalmente muere. Poco después, Peter (como el Hombre Araña) lleva el cuerpo sin vida de Norman a la casa de los Osborn, pero Harry llega al mismo tiempo y enfurecido tras asumir que este mató a su padre, le apunta con una pistola para liquidarlo, pero el superhéroe rápidamente se escapa de la escena.
En el funeral de Norman, mientras Peter consuela a Harry sobre perder a su padre, este último jura vengarse del Hombre Araña, a quien considera el mayor responsable de la muerte de su padre. Momentos después, mientras mira la tumba de su difunto tío, Mary Jane le ofrece sus condolencias a Peter y le confiesa que lo ama, pero este sin embargo, siente que debe protegerla de la atención no deseada de sus enemigos, por lo que oculta sus verdaderos sentimientos y le dice a Mary Jane que solo pueden ser amigos. Cuando Peter se va del lugar, recuerda las palabras del tío Ben y acepta su nueva responsabilidad como el Hombre Araña.

## Reparto
- Tobey Maguire como Peter Parker / Spider-Man: Un estudiante dotado académicamente, pero poco hábil socialmente. Después de que una araña genéticamente modificada lo muerde, obtiene poderes parecidos a los de una araña, que incluyen superfuerza, reflejos mejorados, un «sentido arácnido» que le advierte del peligro inminente y la capacidad de escalar paredes y disparar telarañas (en una desviación de los cómics en donde utiliza web-shooters). Luego de una tragedia personal, decide utilizar sus nuevos poderes para el bien y comienza a luchar contra el crimen y la injusticia como Spider-Man.
- Willem Dafoe como Norman Osborn / Duende Verde: Un científico y director ejecutivo de Oscorp que prueba un potenciador de fuerza inestable en sí mismo y desarrolla una personalidad alternativa enloquecida. Más tarde, se convierte en un villano disfrazado que usa armas y equipos avanzados de Oscorp, como un planeador armado y explosivos en forma de calabazas; los medios apodan a su alter ego como el «Duende Verde». El Duende Verde desarrolla animosidad por Spider-Man después de que se niega a unirse a él, por lo que hace intentos constantes para vengarse del héroe. Irónicamente, a Norman rápidamente le cae bien Peter y se ve a sí mismo como una figura paterna para el joven, mientras ignora a su propio hijo Harry.
- Kirsten Dunst como Mary Jane «MJ» Watson: El interés amoroso de Peter desde que tenía seis años. Mary Jane tiene un padre abusivo y aspira a convertirse en actriz, pero en cambio consigue un trabajo como camarera en un restaurante destartalado, un hecho que le oculta a su novio Harry. Más tarde, desarrolla sentimientos románticos por Peter a medida que pasan más tiempo juntos y por su alter ego de Spider-Man, después de que él la salva en múltiples ocasiones.
- James Franco como Harry Osborn: El mejor amigo y compañero de piso de Peter, el novio de Mary Jane y el hijo de Norman, quien envidia la aparente cercanía de su padre con Peter. Antes de ser elegido como Harry, Franco hizo una prueba de pantalla para ser el propio Spider-Man.[12]
- Cliff Robertson como Ben Parker: El esposo de May y el tío de Peter. Un electricista despedido que está tratando de encontrar un nuevo trabajo. Lo mata un ladrón de autos a quien Peter no pudo detener y deja a Peter con el mensaje: «Un gran poder conlleva una gran responsabilidad».
- Rosemary Harris como May Parker: La esposa de Ben y la tía de Peter.[13][14]
- J. K. Simmons como J. Jonah Jameson: El editor gruñón del periódico Daily Bugle, quien considera a Spider-Man un criminal.

Además, Ron Perkins interpreta al Dr. Mendel Stromm, el científico principal de Oscorp y compañero y asistente de Norman, mientras que Gerry Becker y Jack Betts interpretan a los miembros de la junta directiva de Oscorp, Maximillian Fargas y Henry Balkan, respectivamente. Stanley Anderson interpreta al General Slocum y Jim Ward interpreta al coordinador del proyecto de Quest Aerospace. John Paxton interpreta a Bernard Houseman, el mayordomo de la familia Osborn. Joe Manganiello interpreta al rival de Parker y exnovio de Mary Jane, Flash Thompson, mientras que Sally Livingstone interpreta a Liz Allan, una compañera de Parker. Jason Padgett interpreta al amigo de Flash. Bill Nunn, Ted Raimi y Elizabeth Banks interpretan al editor del Daily Bugle, Robbie Robertson; a uno de los empleados del Daily Bugle, Ted Hoffman; y a la secretaria de Jameson, Betty Brant; respectivamente. Michael Papajohn aparece como el «Ratero», el ladrón que mata a Ben Parker. Tim De Zarn y Taylor Gilbert interpretan a Philip Watson y Madeline Watson respectivamente, los padres de Mary Jane. Bruce Campbell, colega del director Sam Raimi desde hace mucho tiempo, hace un cameo como el locutor en el ring de lucha libre en el que participa Parker. El mismo Sam Raimi aparece fuera de la pantalla lanzándole palomitas de maíz al protagonista cuando ingresa a la arena para luchar contra Bonesaw McGraw (interpretado por el exluchador profesional «Macho Man» Randy Savage), mientras que Jack Murdock (interpretado por el exluchador profesional Scott L. Schwartz) es llevado en una camilla. El cocreador del personaje de Spider-Man, Stan Lee, aparece brevemente en la película como un hombre que rescata a una niña de los escombros que caen durante la batalla entre Spider-Man y el Duende Verde en la Feria de la Unidad Mundial en el Times Square. Raimi pensó originalmente que Stan Lee haciendo un cameo en el filme era una mala idea.
Octavia Spencer aparece como una miembro del personal del edificio de lucha libre encargada de la recepción. Raimi le ofreció el papel a Tig Notaro y ella audicionó, pero Spencer lo ganó. La cantante de R&B/Soul Macy Gray aparece como ella misma actuando en la Feria de la Unidad Mundial. Lucy Lawless aparece como una chica punk rock que dice «El tipo con ocho manos... suena atractivo». Lawless hizo la aparición como un favor a su esposo, el creador de Xena: la princesa guerrera, Robert Tapert, en la que Raimi se había desempeñado como productor ejecutivo junto a Tapert. Dos de los dobles de esta cinta son los actores Johnny Trí Nguyễn y Kelly Stables. El kickboxer Benny «The Jet» Urquidez tiene un cameo no acreditado como un atracador que ataca a Mary Jane. El comediante Jim Norton aparece en una escena como un camionero que tiene una opinión desfavorable de Spider-Man. R.C. Everbeck estaba destinado a interpretar a Eddie Brock, pero sus escenas no se estrenaron, Brock finalmente apareció en Spider-Man 3 interpretado por Topher Grace. Sara Ramírez aparece como una oficial de policía en la escena de la muerte del tío Ben. K. K. Dodds interpreta a la Sra. Simkins, la asistente de Norman, y Scott Spiegel interpreta a un policía marino, mientras que Larry Joshua interpreta a un promotor de luchas que engaña a Parker con sus ganancias, y Timothy Patrick Quill interpreta a un guardia de seguridad en el edificio de lucha libre. Jesse Heiman aparece como uno de los estudiantes que observan de cerca la pelea entre Parker y Flash. Sylva Kelegian interpreta a una madre desesperada cuyo bebé es rescatado por Spider-Man de un incendio. Robert Kerman interpreta al capitán de una barcaza que ayuda a Spider-Man a poner a salvo a Mary Jane y el tranvía, mientras que Alex Black y Chloe Dykstra aparecen como dos de los varios pasajeros del tranvía secuestrado por el Duende Verde. Dick Warlock, Jeannie Epper y el empresario Sumner Redstone hacen cameos como un hombre en un balcón y dos miembros de la junta directiva de Oscorp, respectivamente. El hermano del director, Ivan Raimi, aparece junto a su esposa Kyle Raimi y sus hijos Max Raimi y Sophie Raimi como una familia que camina por la calle. Se planeó que Hugh Jackman, quien interpreta a Wolverine en la serie de películas X-Men de Fox, tuviera un cameo como el personaje, y Jackman incluso llegó a Nueva York para filmar la escena, solo para ser descartada después de que el equipo de producción se diera cuenta de que no tenían el traje.

## Doblaje
| Personaje                                          | Actor             | Actor de doblaje       | Actor de doblaje       |
| Personaje                                          | Actor             | Hispanoamérica         | España                 |
| -------------------------------------------------- | ----------------- | ---------------------- | ---------------------- |
| Peter Parker / Hombre Araña (Spider-Man en España) | Tobey Maguire     | Luis Daniel Ramírez    | Roger Pera             |
| Norman Osborn / Duende Verde                       | Willem Dafoe      | Jesse Conde            | Salvador Vidal         |
| Mary Jane Watson                                   | Kirsten Dunst     | Claudia Motta          | Graciela Molina        |
| Harry Osborn                                       | James Franco      | Arturo Mercado Jr.     | José Posada            |
| Ben Parker                                         | Cliff Robertson   | Blas García            | Fernando Guillén       |
| May Parker                                         | Rosemary Harris   | Ángela Villanueva      | Marta Martorell        |
| J. Jonah Jameson                                   | J. K. Simmons     | Humberto Solórzano     | Lluís Marco            |
| Flash Thompson                                     | Joe Manganiello   | José Gilberto Vilchis  | Xavier Fernández       |
| Liz Allan                                          | Sally Livingstone | Mayra Arellano         |                        |
| Robbie Robertson                                   | Bill Nunn         | Andrés García          | Rafael Calvo           |
| Betty Brant                                        | Elizabeth Banks   | Gabriela Guzmán        | Cristina Mauri         |
| Ted Hoffman                                        | Ted Raimi         | Roberto Mendiola       | Ángel de Gracia        |
| Bernard Houseman                                   | John Paxton       | Raúl Anaya             | Manuel Ceinos          |
| Dr. Mendel Stromm                                  | Ron Perkins       | Hernan López           | Claudi García          |
| Maximilian Fargas                                  | Gerry Becker      | Raúl de la Fuente      | Ricky Coello           |
| Henry Balkan                                       | Jack Betts        | Francisco Colmenero    | Joaquín Díaz           |
| General Slocum                                     | Stanley Anderson  | Armando Réndiz         | Arsenio Corsellas      |
| Philip Watson                                      | Tim De Zarn       | Arturo Mercado         | Jordi Valera           |
| Sra. Simkins                                       | K. K. Dodds       | Patricia Acevedo       | Noemí Bayarri          |
| Bonesaw McGraw                                     | Randy Savage      | Sergio Castillo        | Enrique Serra Frediani |
| Jack Murdock                                       | Scott L. Schwartz | Jorge García           |                        |
| Ratero / Dennis Carradine                          | Michael Papajohn  | Martín Soto            | Eduard Farelo          |
| Amigo de Flash                                     | Jason Padgett     | Carlos Enrique Bonilla |                        |
| Locutor del ring                                   | Bruce Campbell    | Juan Alfonso Carralero | Juan Carlos Gustems    |
| Promotor de luchas                                 | Larry Joshua      | Maynardo Zavala        | Juan Fernández         |
| Coordinador de proyecto                            | Jim Ward          | Raúl Anaya             | Ramón Rocabayera       |
| Recepcionista                                      | Octavia Spencer   | Alejandra de la Rosa   |                        |
| Chica punk rock                                    | Lucy Lawless      | Pilar Escandón         |                        |

## Producción

### Desarrollo
A principios de la década de 1980, Marvel Comics estaba en negociaciones con productores de cine para llevar a su personaje insignia, Spider-Man, a la pantalla grande. El productor Roger Corman fue el primero en tener una opción sobre la propiedad del personaje y comenzó a desarrollar la película en Orion Pictures. El cocreador, Stan Lee, fue contratado para escribir un guion que presentaba temas de la guerra Fría y al Doctor Octopus como el principal antagonista. El proyecto no se concretó luego de disputas presupuestarias entre Corman y Lee. Los derechos cinematográficos fueron luego adquiridos por Menahem Golan y Yoram Globus de The Cannon Group, Inc. por 225 mil dólares en 1985. Los dos no estaban familiarizados con los antecedentes del personaje y confundieron a Spider-Man con ser similar a un personaje parecido a un hombre lobo. Leslie Stevens, creador de The Outer Limits, fue contratado para escribir un guion basado en este concepto. El guion de Stevens presentaba a Peter Parker como un fotógrafo de identificación que se convierte en sujeto de prueba del experimento de un científico loco que lo transforma en una tarántula humana. Tobe Hooper, que se estaba preparando para rodar The Texas Chainsaw Massacre 2 e Invasores de Marte para Cannon, firmó para dirigir la cinta. Stan Lee odiaba la ruta de terror que el estudio estaba tomando con el personaje y exigió que se escribiera un nuevo guion que estuviera más cerca del material original.
En 1985, Ted Newsom y John Brancato estaban escribiendo un nuevo guion. En esta versión, Peter Parker recibía sus habilidades de araña de un experimento de ciclotrón. El Doctor Octopus servía como antagonista principal y fue escrito como el mentor de Parker convertido en su enemigo. Se contrató a Barney Cohen para hacer una reescritura que agregó humor, escenas de acción adicionales y un villano de apoyo. Newsom y Brancato tenían en mente a John Cusack para el papel de Peter Parker. Cannon contrató a Joseph Zito para dirigir la cinta después de haber dirigido previamente el éxito comercial Invasión U.S.A. para el estudio. Para el papel del protagonista, el estudio consideró a Tom Cruise, mientras que Zito estaba interesado en elegir al actor y doble de riesgo Scott Leva, quien anteriormente había hecho apariciones promocionales como Spider-Man para Marvel. Bob Hoskins se consideró para el personaje del Doctor Octopus mientras que Lauren Bacall y Katharine Hepburn fueron consideradas para ser la Tía May. Stan Lee expresó su deseo de interpretar a J. Jonah Jameson en el filme. El proyecto se tituló tentativamente Spider-Man: The Movie y tenía un presupuesto de entre 15 y 20 millones de dólares. Tras el fracaso crítico y financiero de Superman IV: The Quest for Peace y Masters of the Universe que fueron producidos por Cannon, el presupuesto se redujo a 7 millones de dólares. Joseph Zito no estaba dispuesto a comprometerse y renunció como director. Se reemplazó a Zito por Albert Pyun, quien estaba dispuesto a hacer la película con un presupuesto más bajo. El proyecto fue cancelado tras la adquisición de Cannon por parte de Pathé y la salida de Golan del estudio.

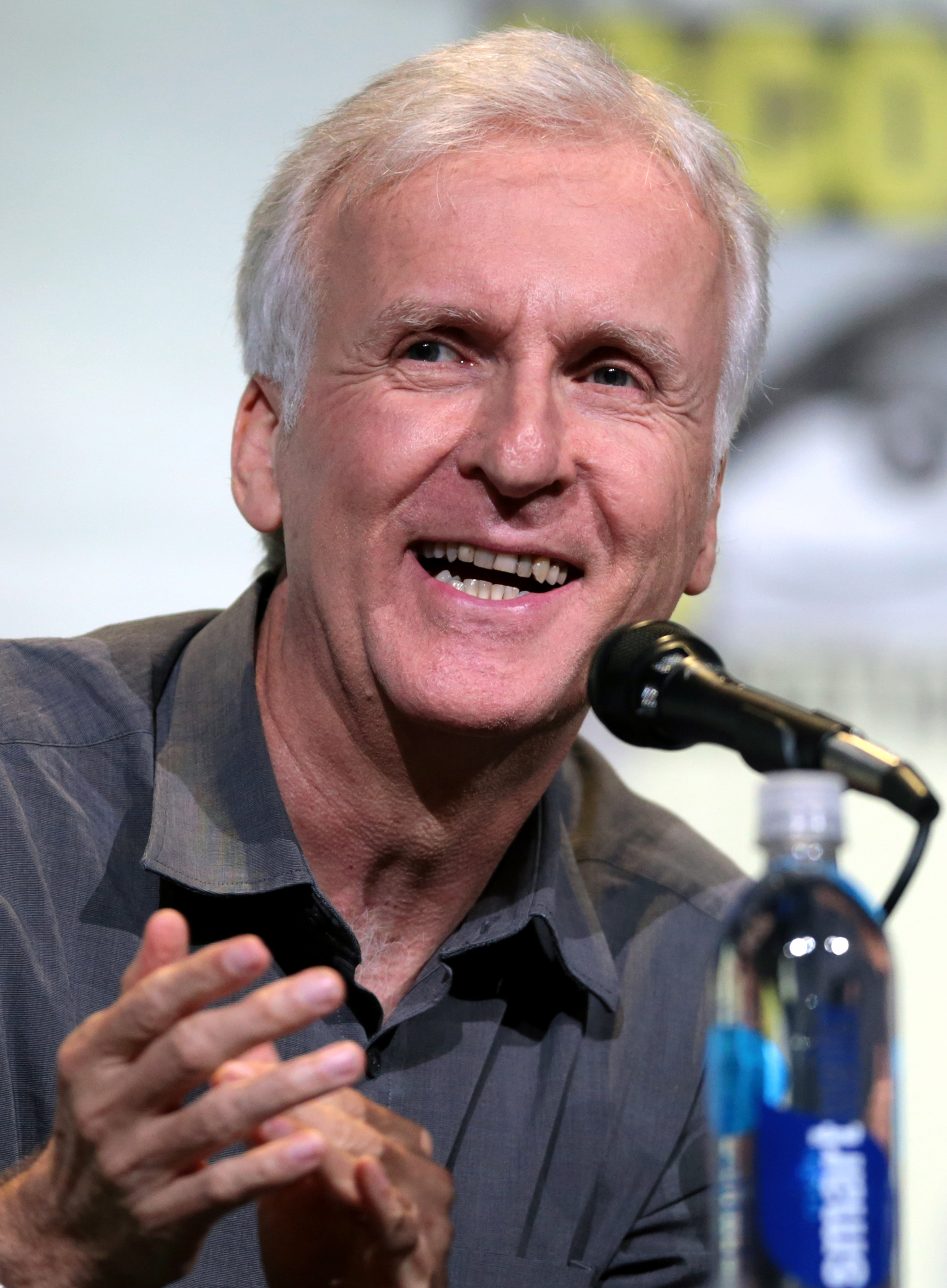
James Cameron iba a ser el director de la película pero, debido a problemas de producción, dejó el puesto.

Golan extendió su opción en Spider-Man durante su mandato como director ejecutivo de 21st Century Film Corporation. En 1989, intentó revivir el proyecto utilizando el guion original, el presupuesto y los guiones gráficos desarrollados en Cannon. Para recibir fondos de producción, Golan vendió los derechos de televisión a Viacom, los derechos de video casero a Columbia Pictures y los derechos teatrales a Carolco Pictures, donde James Cameron se unió para escribir y dirigir la cinta. Cameron se había reunido previamente con Stan Lee para discutir una posible película de los X-Men hasta que Lee convenció a Cameron de que sería una buena opción para él dirigir una película de Spider-Man. Cameron dijo que los superhéroes siempre fueron fantásticos para él. Cameron presentó un tratamiento a Carolco en 1993, que sirvió como una versión más oscura y madura de los mitos del personaje. Además de presentar la historia del origen del personaje, también incluyó versiones reinventadas de los villanos Electro y el Hombre de Arena; el primero fue retratado como un hombre de negocios megalómano llamado Carlton Strand, mientras que el segundo fue escrito como el guardaespaldas personal de Strand llamado Boyd. El tratamiento de Cameron también contó con fuertes blasfemias y una escena de sexo entre Spider-Man y Mary Jane Watson en lo alto del Puente de Brooklyn. Carolco fijó un presupuesto de 50 millones de dólares para Spider-Man, pero el progreso se estancó cuando Golan demandó a Carolco por intentar hacer el filme sin su participación. Cameron había completado recientemente True Lies para 20th Century Fox como parte de un acuerdo de producción con el estudio. Fox intentó adquirir los derechos cinematográficos de Spider-Man, pero no tuvo éxito. En este punto, James Cameron había abandonado el proyecto y comenzado a trabajar en Titanic. Cameron reveló en una entrevista de 1997 en The Howard Stern Show que tenía en mente a la estrella de Titanic, Leonardo DiCaprio, para el papel principal. Charlie Sheen y Edward Furlong también fueron considerados para la versión de Cameron. En 1995, Metro-Goldwyn-Mayer (MGM) adquirió 21st Century Film Corporation, que les había dado acceso a los guiones anteriores de Spider-Man. Luego, MGM demandó a Viacom, Sony Pictures y Marvel, a quienes acusaron de fraude en el acuerdo original con Cannon. Al año siguiente, 21st Century, Carolco y Marvel se declararían en bancarrota.
Ningún estudio de cine mostró interés en una cinta del personaje luego de la desastrosa recepción de Batman y Robin en 1997, lo que hizo que los estudios de cine no tomaran en serio el género de los superhéroes y tuvieran la percepción de que «los cómics eran para niños». Sin embargo, el lanzamiento de Blade por New Line Cinema en 1998 y el desarrollo de X-Men por 20th Century Fox convencieron a algunos estudios de que un personaje de Marvel «podría continuar» en una película. Marvel saldría de la bancarrota en 1998 y declararía que la opción de Menahem Golan ya habría expirado y que los derechos de Spider-Man habían vuelto a ellos. Marvel luego vendería los derechos cinematográficos del personaje a Sony Pictures Entertainment, empresa matriz de Columbia Pictures, por 7 millones de dólares. El acuerdo entró en vigor en marzo de 1999.
Mientras John Calley estaba en el trabajo, entrenando en Columbia, buscó con el reclamo de Kevin McClory desarrollar una franquicia de filmes no oficiales de James Bond, parcialmente basada en el material utilizado en Operación Trueno, y también tenía los derechos de la novela Casino Royale. MGM y Danjaq también tuvieron que demandar a Sony Pictures y Specter Associates, con respecto a las afirmaciones de cómo se demostró la película de McClory con Sony. El golpe final se produjo en marzo de 1999, cuando Sony transfirió los derechos cinematográficos de Casino Royale a MGM por el proyecto de Spider-Man de la compañía, comenzando así directamente la producción.

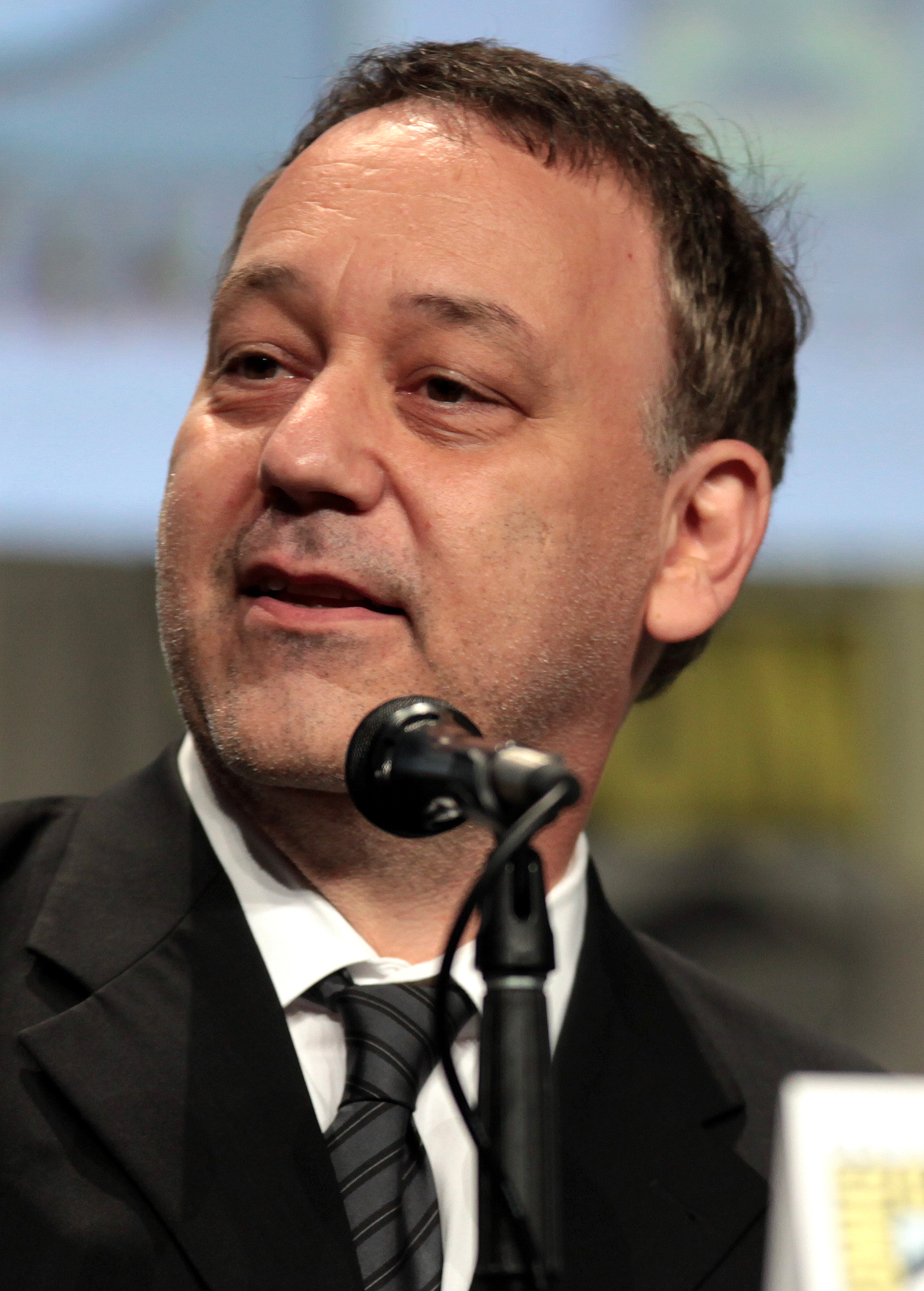
Sam Raimi fue elegido como director del filme en el 2000.

En abril de 1999, aunque Sony Pictures compró a MGM todas las versiones anteriores del libreto de una película de Spider-Man, solo ejerció las opciones sobre «el material de Cameron», que incluía por contrato un tratamiento de varios autores y un «guion» de cuarenta y cinco páginas acreditado solo a James Cameron. El estudio anunció que no lo contratarían para dirigir la película ni usarían su guion. El estudio contó con Roland Emmerich, Tony Scott, Chris Columbus, Tim Burton, Michael Bay, Ang Lee, David Fincher, Jan de Bont y M. Night Shyamalan como posibles directores. Sin embargo, la mayoría de los directores contactados estaban menos interesados en el trabajo que en la historia misma. Fincher no quería representar la historia de origen, presentando la película como basada en la historia de La noche en que murió Gwen Stacy, pero el estudio no estuvo de acuerdo. Más tarde, Columbus pasaría a dirigir Harry Potter y la piedra filosofal. Burton expresó su falta de interés al comentar que él era «solo un tipo de DC», dado su trabajo anterior en Batman y Batman Returns. La elección de Amy Pascal para el director fue Sam Raimi. Él se unió para dirigir la cinta en enero de 2000, para un lanzamiento en el verano de 2001. Raimi había sido un fanático de los cómics durante su juventud, y su pasión por Spider-Man le valió el trabajo. El agente de Raimi, Josh Donen, le advirtió que él no era la opción preferida de Sony para el trabajo, lo que lo llevó a citar todas las razones por las que sería el director ideal para el proyecto durante una reunión con Amy Pascal, la productora Laura Ziskin, John Calley, el jefe de Marvel Studios, Avi Arad y el ejecutivo de cine Matt Tolmach antes de terminar abruptamente su presentación después de una hora, no queriendo quedarse más tiempo si los ejecutivos de Sony no lo querían.
El trabajo de Cameron se convirtió en la base del primer borrador del guion de David Koepp, a menudo palabra por palabra. Koepp dijo que el libreto era «influyente». Él propuso la idea de que Peter Parker no se pusiera su traje de Spider-Man hasta después de los primeros cuarenta y cinco minutos de la película para poder alargar la historia del origen y que él y Mary Jane no se juntaran al final, sintiendo que ellos terminando separados sería romántico. Las versiones de Cameron de los villanos de Marvel, Electro y el Hombre de Arena, siguieron siendo los antagonistas. La reescritura de Koepp sustituyó al Duende Verde como antagonista principal y agregó al Doctor Octopus como antagonista secundario. En junio, Columbia contrató a Scott Rosenberg para reescribir el material de Koepp. Una constante en todas las reescrituras era la idea del «webshooter orgánico» del «guion» original. El director sintió que alargaría demasiado la suspensión de la incredulidad de la audiencia para que Parker inventara disparadores de web mecánicos.
Rosenberg eliminó al Doctor Octopus y creó varias secuencias de acción nuevas. Raimi apoyó la decisión sintiendo que agregar una tercera historia de origen haría que la cinta fuera demasiado compleja. Las secuencias eliminadas de la versión final tenían a Spider-Man protegiendo a Maximilian Fargas, el ejecutivo de Oscorp en silla de ruedas, del Duende, y él desactivando una situación de rehenes en un tren. A medida que se acercaba la producción, Ziskin contrató al galardonado escritor Alvin Sargent para pulir los diálogos, principalmente entre Parker y Mary Jane. Columbia le dio al Sindicato de Guionistas de Estados Unidos una lista de cuatro escritores que contribuyeron al libreto final: Rosenberg, Sargent y Cameron, quienes le cedieron voluntariamente los créditos del guion al cuarto, Koepp.

### Elenco
Para el papel protagónico, los cineastas querían a alguien que no fuera «extraordinariamente alto o guapo como Christopher Reeve», pero que pudiera tener el «corazón y el alma» para que la audiencia se identificara. El estudio había expresado interés en los actores Leonardo DiCaprio, Freddie Prinze, Jr., Chris O'Donnell, Jude Law, Chris Klein, Ewan McGregor, Wes Bentley y Heath Ledger. DiCaprio había sido considerado por James Cameron para el papel en 1995, mientras que Raimi bromeó diciendo que a Prinze «ni siquiera se le permitirá comprar una entrada para ver esta película». Sony le hizo propuestas a Law sobre Spider-Man. Pascal y sus compañeros ejecutivos buscaron a Ledger para el papel debido a sus colaboraciones pasadas, mientras que Raimi se reunió con Bentley pero no se reunió con DiCaprio o Ledger. Bentley rechazó el papel porque no estaba interesado en hacer filmes de superhéroes. Además, los actores Scott Speedman, Jay Rodan y James Franco participaron en las pruebas de pantalla para el papel protagónico (Franco finalmente conseguiría el papel de Harry Osborn). Joe Manganiello también audicionó para el papel protagónico (Manganiello finalmente ganaría el papel del matón de Parker, Flash Thompson). Finalmente, Tobey Maguire fue elegido como Peter Parker/Spider-Man en julio de 2000, habiendo sido la elección principal de Sam Raimi para el papel después de ver The Cider House Rules. El estudio inicialmente dudaba en elegir a alguien que no parecía encajar en las filas de «titanes que bombean adrenalina y patean la cola», pero Maguire logró impresionar a los ejecutivos del estudio con su audición. El actor firmó un acuerdo en el rango de 3 y 4 millones de dólares con opciones de salario más alto para dos secuelas. Para prepararse para el papel, Maguire fue entrenado por un preparador físico, un instructor de yoga, un experto en artes marciales y un experto en escalada, y tardó varios meses en mejorar su físico. Maguire estudió a las arañas, trabajó con un muñeco de alambre para simular el movimiento arácnido y tenía una dieta especial, aunque trató de estar lo más en forma posible debido a que era vegano.
Nicolas Cage, Jason Isaacs y John Malkovich fueron considerados para el papel de Norman Osborn/Duende Verde, pero lo rechazaron. Willem Dafoe fue elegido como Norman Osborn/Duende Verde en noviembre de 2000. Raimi se reunió con él mientras filmaba una película en España. Dafoe se sintió atraído por la perspectiva de trabajar con el director y la idea de hacer una cinta basada en historietas. Dafoe insistió en usar el traje incómodo del Duende Verde porque sintió que un doble no transmitiría el lenguaje corporal necesario para el personaje. Dafoe tardaba media hora en ponerse el traje que contenía 580 piezas.
Kate Bosworth audicionó sin éxito para el papel de Mary Jane Watson. Elizabeth Banks también audicionó, pero la productora Laura Ziskin le dijo que era demasiado mayor para el papel por lo que en su lugar fue elegida como Betty Brant. Kate Hudson rechazó el papel. Eliza Dushku, Mena Suvari y Jaime King también audicionaron para el papel. Antes de que Raimi eligiera a Kirsten Dunst, había expresado su interés en elegir a Alicia Witt. Dunst decidió hacer una audición después de enterarse de que Maguire había sido elegido, sintiendo que la película tendría una sensación más independiente. Dunst obtuvo el papel un mes antes del rodaje en una audición en Berlín. Su cabello estaba teñido de rojizo en el frente y usaba media peluca del mismo color. La tripulación quería que ella se enderezara los dientes, pero ella se negó.
J. K. Simmons fue elegido como J. Jonah Jameson, aunque inicialmente se enteró de su elección a través de un fanático de Spider-Man que había leído la noticia de su elección en un sitio web de fanáticos tres horas antes de que su agente lo contactara para informarle que había obtenido el papel. Hugh Jackman, quien interpretó a Logan/Wolverine en la serie de películas X-Men, declaró en septiembre de 2013 que se le acercaron para aparecer como Wolverine en la película en una mordaza o solo para un cameo. Sin embargo, cuando Jackman llegó a Nueva York para filmar la escena, los planes para su aparición nunca se materializaron porque los cineastas no pudieron obtener el disfraz que Jackman había usado en X-Men.

### Rodaje
Con el elenco de Spider-Man, la filmación estaba programada para comenzar en noviembre de 2000 en la ciudad de Nueva York y en los estudios de sonido de Sony. La película estaba programada para estrenarse en noviembre de 2001, pero se pospuso para estrenarse el 3 de mayo de 2002 debido a un programa de posproducción extendido esperado.
El rodaje principal comenzó oficialmente el 8 de enero de 2001 en Culver City, California. Después de los ataques del 11 de septiembre de ese año, ciertas secuencias se volvieron a filmar y las imágenes de las Torres Gemelas se borraron digitalmente del filme (las secuencias eliminadas se pueden encontrar en el sitio web de Sony Stock Footage). El escenario 29 de Sony se usó para la casa de Parker en Forest Hills, y el escenario 27 se usó para la compleja secuencia del Times Square donde Spider-Man y el Duende luchan por primera vez, donde se construyó un escenario de tres pisos con una pieza de balcón separable. La escena también requirió un rodaje en Downey, California. El 6 de marzo, Tim Holcombe de 45 años, trabajador de la construcción, murió cuando un montacargas modificado como una grúa de construcción se estrelló contra una canasta de construcción en la que se encontraba. El siguiente caso judicial llevó a que la División de Asuntos Ocupacionales de California Seguridad y Salud multará a Sony con 58.805 dólares. Raimi alquiló un lote de Warner Bros. Studios para usar al set para filmar la escena del beso al revés bajo la lluvia. Kirsten Dunst dijo que filmar la escena del beso boca abajo no fue tan romántico. Dijo que Maguire no podía respirar bien porque el agua le caía por la nariz mientras colgaba boca abajo. Ella también calificó el rodaje de la escena como «horrible». Maguire también dijo que se quedaba sin aliento durante la escena. Maguire y Franco tenían tensión en el set debido al enamoramiento de Franco con Dunst, quien estaba saliendo con Maguire en ese momento. Randy Savage se negó a que un doble de acrobacias hiciera la voltereta intermedia de su personaje, por lo que Savage mismo hizo la acrobacia pero se lesionó gravemente.
En Los Ángeles, las ubicaciones incluyeron el Museo de Historia Natural (para el laboratorio de la Universidad de Columbia donde Parker es mordido y recibe sus poderes), el Pacific Electricity Building (para las oficinas del Daily Bugle) y Greystone Mansion (para los interiores de la casa de Norman Osborn), el último de los cuales fue el conjunto que se utilizó para Batman. En abril, 4 de los disfraces del superhéroe fueron robados y Sony ofreció una recompensa de 25.000 dólares por su devolución. Fueron recuperados después de 18 meses y un exguardia de seguridad de un estudio de cine y un cómplice fueron arrestados. La producción se trasladó a la ciudad de Nueva York durante dos semanas y se centró en lugares como el Puente de Queensboro, los exteriores de la Biblioteca Low Memorial de la Universidad de Columbia y la Biblioteca Pública de Nueva York, y un jardín en la azotea del Rockefeller Center. El equipo regresó a Los Ángeles, donde continuó la producción, la filmación terminó en junio de 2001. El edificio Flatiron se utilizó para el Daily Bugle.

### Diseño de vestuario
El casco original del Duende Verde era una máscara animatrónica creada por Amalgamated Dynamics. Dafoe lo describió como una «máscara de Halloween» y «de aspecto algo tonto», y los diseñadores en su lugar crearon un casco moderno y angular. Dafoe también quería que el traje fuera lo suficientemente flexible como para permitirle hacer divisiones.
Para crear el disfraz de Spider-Man, Maguire se adaptó al traje ceñido al cuerpo y se cubrió con capas de sustancia para crear la forma del traje. Un concepto que le gustó al diseñador de vestuario James Acheson era la idea de tener un emblema rojo sobre un traje negro. Otro, que en algún momento conduciría al producto final, presentaba un logotipo ampliado en el pecho y rayas rojas a los lados de las piernas. En el desarrollo inicial, Acheson experimentó con un posible diseño similar a un casco para el traje, que luego se desechó. El traje final se diseño como una sola pieza, incluida la máscara. Se usó un caparazón duro debajo de la misma para que la forma de la cabeza se viera mejor y para mantener la máscara ajustada pese a que Maguire se sentía cómodo. Para las escenas en las que Spider-Man se quita la máscara, se usó un traje alternativo en el que la máscara era una pieza separada. La cincha, que acentuaba el disfraz, fue cortada por computadora. Los lentes de los ojos fueron diseñados para tener un aspecto de espejo. Los bocetos iniciales del traje de Spider-Man se muestran en la película dibujados por el historietista Phil Jiménez, durante la escena donde Parker crea el diseño de su traje.

### Efectos especiales
El supervisor de efectos visuales John Dykstra fue contratado para producir los efectos visuales de la película en mayo de 2000. Dykstra se reunió con Raimi mientras filmaba The Gift (2000). Dykstra convenció a Raimi de hacer muchas de las acrobacias generadas por computadora, ya que habrían sido físicamente imposibles. Raimi había utilizado efectos especiales más tradicionales en sus cintas anteriores y había aprendido mucho sobre el uso de computadoras durante la producción. Dykstra trabajó duro para planificar todas las secuencias de Spider-Man columpiándose por los edificios, lo que describió como «ballet en el cielo». La complejidad de tales secuencias hizo que el presupuesto aumentara de los 70 millones de dólares planificados inicialmente a alrededor de 100 millones de dólares. Las tomas se hicieron más complicadas debido a los esquemas de color individuales de los personajes principales, por lo que Spider-Man y el Duende Verde tuvieron que ser filmados por separado para las tomas de efectos: el protagonista fue filmado frente a una pantalla verde, mientras que el Duende Verde se filmó contra una pantalla azul. Grabarlos juntos hubiera resultado en la eliminación de un personaje de una toma.
Dykstra dijo que la mayor dificultad de animar a Spider-Man fue que, como el personaje estaba enmascarado, inmediatamente perdió mucha caracterización. Sin el contexto de los ojos o la boca, se tuvo que poner mucho lenguaje corporal para que hubiera contenido emocional. Raimi quería transmitir la esencia del protagonista como «la transición que ocurre entre que él es un joven que atraviesa la pubertad y un superhéroe». Dykstra dijo que su equipo de animadores nunca había alcanzado tal nivel de sofisticación como para dar pistas sutiles de seguir haciendo que se sintiera como un ser humano. Cuando a dos ejecutivos del estudio se les mostraron tomas del personaje generado por computadora, creyeron que en realidad era Maguire realizando acrobacias. Además, su equipo tuvo que componer áreas de la ciudad de Nueva York y reemplazó cada automóvil en tomas con modelos digitales. Raimi no quería que se sintiera completamente como una animación, por lo que ninguna de las tomas fue 100% generada por computadora.

## Música
El compositor Danny Elfman fue contratado para elaborar la partitura de la película, en dónde combina elementos electrónicos, percusión étnica y orquestación tradicional. Fue lanzada el 4 de junio de 2002 por medio de Sony Music bajo el nombre de «Spider-Man (Original Motion Picture Score)».
Previamente, los sellos discográficos Columbia, Roadrunner Records, Island Def Jam Music Group y Sony Music Soundtrax lanzaron el 30 de abril de 2002 un álbum de banda sonora para promocionar la película, titulado «Spider-Man - Music From And Inspired By», que fue precedido por los sencillos «Hero» de Chad Kroeger y Josey Scott, y «What We're All About» de Sum 41.

## Estreno

### Mercadotecnia

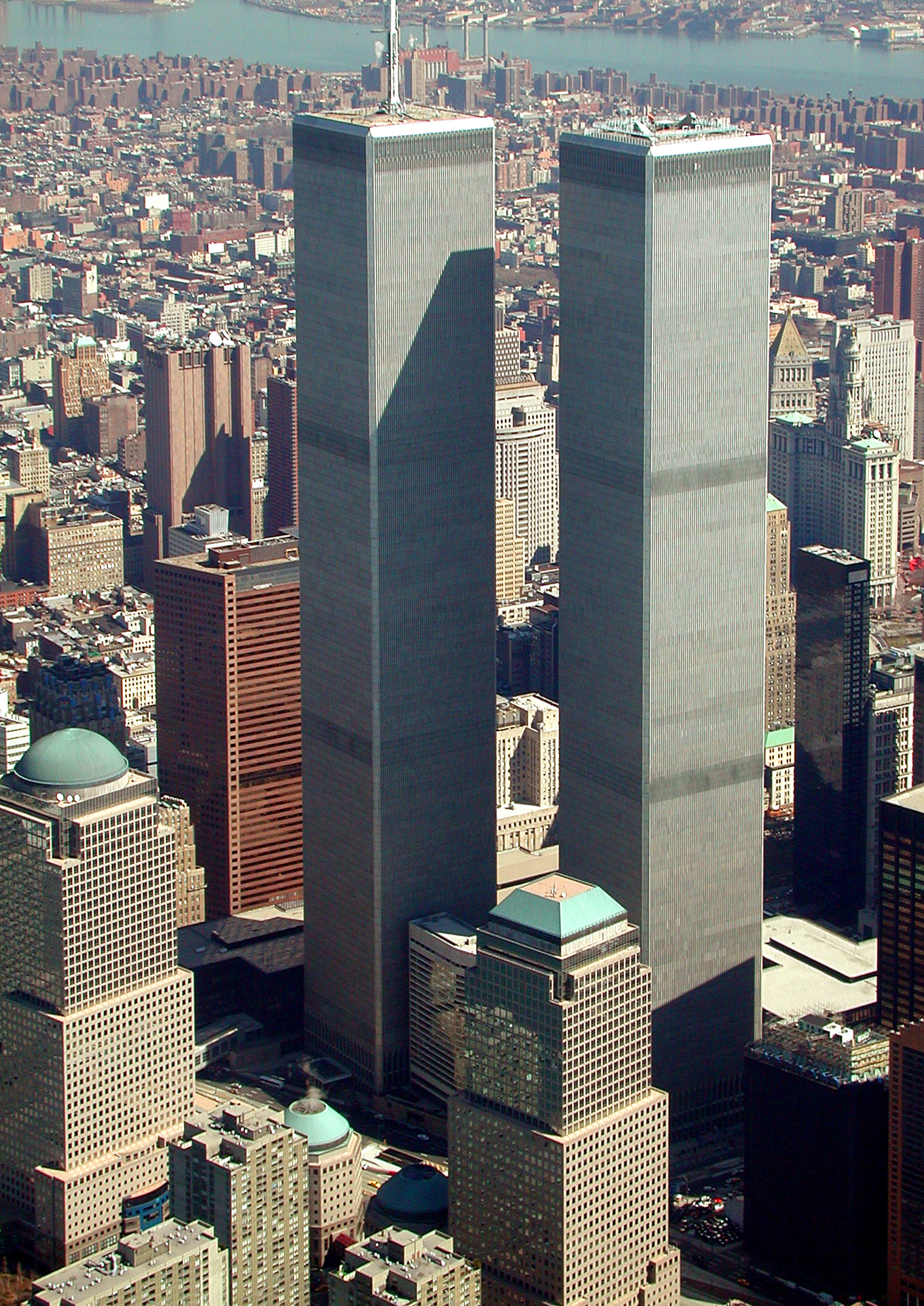
Una escena eliminada que involucra a las Torres Gemelas (en la foto en marzo de 2001) se quito después de los atentados del 11 de septiembre.

Después de los ataques terroristas en los Estados Unidos el 11 de septiembre de 2001, Sony recortó los carteles teaser que mostraban un primer plano de la cabeza de Spider-Man con el horizonte de Nueva York con las torres del World Trade Center reflejadas en sus ojos. El teaser trailer original, lanzado ese mismo año, presentaba una trama de mini película que involucraba a un grupo de ladrones de bancos que escapan en un helicóptero Eurocopter AS355 Twin Squirrel, que es atrapado por detrás y propulsado hacia atrás en lo que en un principio parece ser una red, que luego se muestra como una gigantesca telaraña tejida entre dichas torres. Este tráiler se adjuntó a las proyecciones de Parque Jurásico III, American Pie 2, Rush Hour 2, Final Fantasy: The Spirits Within, El Planeta de los Simios y otros. Según Sony, el avance no contenía imágenes reales del filme en sí. Tanto el teaser como el póster se eliminaron después de los ataques, pero se pueden encontrar en línea. Raimi declaró más tarde que la escena del helicóptero estaba, de hecho, originalmente en la cinta, pero que se eliminó debido a lo reciente de los ataques. En noviembre de 2001 se dieron a conocer nuevos carteles teaser con Spider-Man y el Duende Verde. Mientras tanto, Sony lanzó un nuevo tráiler narrado por Don LaFontaine considerado aceptable durante Temptation Island y en línea el 13 de diciembre de 2001. El tráiler hizo su debut teatral seis días después con la apertura de El Señor de los Anillos: la Comunidad del Anillo. Otro tráiler se estrenó en línea el 27 de marzo de 2002 y en los cines con los lanzamientos de La habitación del pánico y El novato solo dos días después, el 29 de marzo.
Para promover el lanzamiento de la película, Sony se asoció con CKE Restaurants para lanzar juguetes de comida para niños en los restaurantes Hardee's y Carl's Jr.. A partir de abril de 2002, las ubicaciones ofrecieron a los clientes tres copas de coleccionista diferentes y los clientes podían comprar una figura del protagonista para conectarla a la antena de radio de su automóvil. Un mes después, en mayo, «Cool Combos for Kids» presentaría uno de los cuatro juguetes diferentes que destacaban a Spider-Man o a su némesis, el Duende Verde. KFC luego haría lo mismo, lanzando sus propios juguetes de comida para niños en sus ubicaciones en el Reino Unido. Otros socios promocionales incluyeron a Dr Pepper, Hershey's, Kellogg's y Reebok.

### Teatral
En Estados Unidos, la cinta se clasificó como «PG-13» por «acción y violencia estilizadas». Antes del estreno en cines británicos en junio de 2002, la British Board of Film Classification (BBFC) otorgó a la película un certificado «12». Debido a la popularidad del personaje entre los niños más pequeños, esto generó mucha controversia. La BBFC defendió su decisión argumentando que la cinta podría haber recibido un «15». A pesar de esto, los consejos de distrito de North Norfolk y Breckland, en East Anglia, lo cambiaron a un «PG», y el consejo de Tameside, Mánchester, lo denotó como «PG-12». A fines de agosto, la BBFC relajó su política a «12A», lo que llevó a Sony a relanzarlo.

### Versión Casera
Spider-Man fue lanzado en DVD y VHS el 1 de noviembre de 2002 en Norteamérica y Australia, y el 25 de noviembre en el Reino Unido. Se vendieron más de 7 millones de copias de DVD el primer día de lanzamiento. La película mantendría el récord por tener las ventas de DVD más altas en un solo día hasta que Buscando a Nemo lo tomó en 2003. En solo unos días, el lanzamiento en DVD vendió más de 11 millones de copias, superando a Monsters, Inc. y estableciendo récords para cualquier lanzamiento en el sistema. Si bien el lanzamiento en VHS vendió más de 6,5 millones de copias, el lanzamiento en DVD se convirtió en uno de los títulos de acción en vivo más vendidos de todos los tiempos con más de 19,5 millones de copias vendidas. Este lanzamiento de dos discos viene en pantalla ancha (relación de aspecto de 1,85:1) y pantalla completa (relación de aspecto de 1,33:1 específicamente reencuadrada, masterizada digitalmente a partir de la fuente original y especialmente reencuadrada por los propios cineastas sin eliminar porciones del marco usando Pan and scan). Las características adicionales del primer disco incluyen comentarios, archivos de personajes, campaña de marketing con videos musicales, anuncios de televisión y tráileres, Weaving the Web Pop-Up Factoids, la opción Spider-Sense que muestra un ícono del superhéroe mientras se desactivan los subtítulos y más. En cuanto al segundo disco, las características especiales son un especial de HBO llamado The Making of Spider-Man, The Evolution of Spider-Man, tomas descartadas, pruebas de pantalla, un E! Network especial llamado Spider-Mania y más. Ambos discos cuentan con funciones de DVD-ROM, como una cuenta regresiva para Spider-Man 2, graba tus propios comentarios y contiene un juego de Activision.
Los derechos televisivos estadounidenses del filme (Fox, TBS/TNT) se vendieron por 60 millones de dólares. Sus ingresos de DVD estadounidenses en julio de 2004 fueron de 338,8 millones de dólares. Sus ingresos estadounidenses de VHS en julio de 2004 fueron de 89,2 millones de dólares. A partir de 2006, la cinta ha recaudado unos ingresos totales de 1500 millones de dólares en taquilla y en versión casera (ventas y alquileres), además de otros 880 millones de dólares en televisión (pago por visión, televisión abierta y televisión por cable).
En el Reino Unido, la película fue vista por 700.000 espectadores en el canal de televisión por suscripción Sky Movies 1 en 2004, lo que la convierte en la novena más vista del año en la televisión por suscripción. El filme hizo su debut en Blu-ray en 2007 como parte de la Trilogía de Spider-Man. Solo tres años después, se lanzó como un Blu-ray separado el 16 de noviembre de 2010. A esto le siguió otro lanzamiento el 5 de julio de 2011. También se incluyó en Spider-Man Legacy Collection, que incluye 5 películas del personaje en una colección de Blu-ray 4K UHD, que se lanzó el 17 de octubre de 2017.
La Trilogía de Spider-Man se estrenó en Disney+ el 21 de abril de 2023.

## Recepción

### Taquilla
Spider-Man se convirtió en la primera película en pasar la marca de 100 millones de dólares en un solo fin de semana, incluso cuando se ajusta a la inflación, con su marca de 114,844,116 dólares brutos estableciendo un nuevo récord de fin de semana de estreno. Los ingresos brutos superaron la apertura de 90,3 millones de dólares de Harry Potter y la Piedra Filosofal del anterior poseedor del récord; sobre esto, Rick Lyman de The New York Times escribió «si bien los ejecutivos de la industria esperaban una apertura sólida para la cinta porque había poca competencia en el mercado y las encuestas preliminares indicaron un interés intenso de todos los grupos de edad, nadie predijo que Spider-Man superara el récord de Harry Potter». Comenzando con Twister en 1996, los beneficios de hacer una reverencia en mayo se explotaron por primera vez con su primer fin de semana de 41 millones de dólares. Después de los debuts comparables de Deep Impact en 1998 y La momia en 1999, el marco pasó al siguiente nivel en 2001 con el lanzamiento de The Mummy Returns. El filme no solo había hecho historia para una película de inicio de verano, sino también para los fines de semana. Superó a The Lost World: Jurassic Park para tener el mayor fin de semana de apertura de mayo. Cuando se estrenó, ocupó el puesto número uno en taquilla, superando a El rey Escorpión. También rompió el récord de X-Men por tener el fin de semana de estreno más alto para una película de superhéroes.
La cinta también estableció un récord por cruzar el hito de los 100 millones de dólares en tres días, siendo en ese momento la marca más rápida que cualquiera había alcanzado. Este botín de fin de semana de apertura tuvo un promedio de 31,769 dólares por sala, que en ese momento, Box Office Mojo informó como «el promedio más alto por sala para un estreno ultra amplio». El récord de tres días fue superado por Pirates of the Caribbean: Dead Man's Chest cuatro años después. El primer fin de semana de 114,8 millones de dólares ha sido el más alto en la taquilla de América del Norte para una cinta que no es una secuela, hasta que se superó ocho años más tarde por Alicia en el País de las Maravillas. Spider-Man mantendría el récord por tener los tres días brutos más altos hasta que se superó por Star Wars: Episodio III - La venganza de los Sith en 2005. En cuatro días, tuvo el mayor lunes no festivo de todos los tiempos con 11 millones de dólares, aumentando el total bruto a 125,1 millones de dólares y manteniéndose por delante de los éxitos de taquilla recientes, incluidos Los ángeles de Charlie y Erin Brockovich.
Con el estreno en los Estados Unidos y Canadá el 3 de mayo de 2002, en 7500 pantallas en 3615 salas de cine, Ganó 39.406.872 dólares en su día de estreno, con un promedio de 10.901 dólares por sala. Este ha sido el día de apertura más alto en ese momento hasta que se superó por los 40.4 millones de dólares de su secuela Spider-Man 2 en 2004. Durante tres años, mantendría el récord de tener los viernes más brutos hasta 2005, cuando fue superada por Harry Potter y el cáliz de fuego. Tras su estreno, tuvo el tercer mayor número de proyecciones de cualquier cinta, detrás de Harry Potter y la piedra filosofal y Misión imposible 2. Spider-Man también estableció un récord histórico de ganancias más altas en un solo día con 43,622,264 dólares en su segundo día de lanzamiento, un récord más tarde superado por Shrek 2 en 2004. En el domingo durante su fin de semana de estreno, la película ganó 31.814.980 dólares adicionales, el mayor ingreso bruto que obtuvo en un domingo, en ese momento.
La película se mantuvo en la primera posición en su segundo fin de semana por delante de Unfaithful, cayendo solo un 38% y recaudando otros 71,417,527 dólares, con un promedio de $19,755.89 por sala. En ese momento, este fue el segundo fin de semana más taquillero de cualquier filme. Durante su segundo fin de semana, alcanzó la marca de los 200 millones de dólares en su noveno día de estreno, también un récord en ese momento. Esto la convirtió en la película más rápida en cruzar la marca de los 200 millones de dólares, superando a Star Wars: Episodio I - La amenaza fantasma. Al final de su segundo fin de semana, recaudó un total de 10 días de 223.040.031 dólares. Rápidamente superó a Ice Age convirtiéndose en la película más taquillera del año. Spider-Man había cruzado más de 149 lugares en la lista de películas más taquilleras, ocupando el puesto 29 entre Rush Hour 2 y Mrs. Doubtfire mientras superaba las cuentas finales de otras películas, incluidas Batman Forever, Misión imposible 2 y The Mummy Returns.
La película cayó a la segunda posición en su tercer fin de semana, detrás de Star Wars: Episodio II - El ataque de los clones, pero aún ganó 45.036.912 dólares, cayendo solo el 37%, con un promedio de 12.458 dólares por sala y llevando la cuenta de 17 días a 285.573.668 dólares. Su tercer recorrido de fin de semana estableció el récord del tercer fin de semana con mayor recaudación, que fue superado por primera vez por Avatar (2009). Spider-Man batiría otro récord que anteriormente ostentaba La amenaza fantasma, convirtiéndose en la película más rápida en alcanzar los 300 millones de dólares en solo 22 días. Se mantuvo en la segunda posición en su cuarto fin de semana, recaudando 35,814,844 dólares durante los cuatro días del Día de los Caídos, cayendo solo un 21% mientras se expandía a 3,876 salas, con un promedio de 9,240 dólares durante cuatro días y elevando el bruto de 25 días a 333,641,492 dólares. En 66 días, fue la cinta que más rápido se acercó a los 400 millones de dólares, empatando su récord con Titanic. Ambas películas mantuvieron este récord durante dos años antes de ser superadas por Shrek 2.
En taquilla, Spider-Man se convirtió en la película más taquillera de 2002 con 407.022.860 dólares en Estados Unidos y Canadá, superando a El Señor de los Anillos: las dos torres y El ataque de los clones. A partir de 2021, se ubica como el filme número 37 con mayor recaudación de todos los tiempos en los EE. UU. y Canadá, sin ajustar la inflación. También recaudó 418.002.176 dólares en sus mercados internacionales, elevando su total mundial a 825.025.036 dólares, lo que la convierte en la tercera película más taquillera a nivel global de 2002 detrás de El Señor de los Anillos: Las Dos Torres y Harry Potter y la Cámara Secreta y la número 58 con mayor recaudación de todos los tiempos en todo el mundo. Además, fue la película de Sony más taquillera de todos los tiempos, superando a Hombres de negro. También destronó el récord de Batman por convertirse en la cinta de superhéroes más taquillera de todos los tiempos. Vendió un estimado de 69.484.700 entradas en los Estados Unidos. Mantuvo el récord de más entradas vendidas por una película de cómics hasta que The Dark Knight lo superó en 2008. A partir de 2020, sigue siendo la sexta cinta de cómics más taquillera de todos los tiempos ajustada por inflación. Solo Avengers: Infinity War, The Dark Knight, Black Panther, The Avengers y Avengers: Endgame han vendido más entradas. Spider-Man ha sido la película de origen de superhéroes más taquillera, un récord que mantuvo durante 15 años hasta que se superó por Wonder Woman (2017). A partir de 2020, es la 12.ª cinta de superhéroes más taquillera, así como la 12.ª adaptación de cómics más taquillera en general.
A nivel internacional, Spider-Man abrió en 17 territorios en su primera semana, ganando un total de 13,3 millones de dólares. Obtuvo la segunda apertura más alta en Islandia, Singapur y Corea del Sur. Además, Rusia y Yugoslavia tuvieron el tercer mejor estreno cinematográfico de todos los tiempos. También anotaría la mayor apertura en Suiza con 1,4 millones de dólares y 160.000 entradas de 106 pantallas, superando a The World Is Not Enough. En cuanto a Alemania, tuvo la apertura de junio más fuerte y el tercer mejor debut de cualquiera, detrás de El ataque de los clones y Ice Age. Sus proyecciones de apertura en Francia fueron 10,645 entradas masivas de 27 pantallas, superando al filme francés Astérix y Obélix: Misión Cleopatra. Además, marcó la apertura bruta más alta de España. Mientras tanto, Spider-Man continuaría desatando nuevos récords de apertura en el Reino Unido durante el partido de fútbol de la Copa Mundial de Fútbol de 2002. Recaudando 13,9 millones de dólares con 509 pantallas, lo que la convierte en el quinto estreno más grande del país, solo detrás de Harry Potter y la piedra filosofal, La amenaza fantasma, El Señor de los Anillos: la Comunidad del Anillo y El ataque de los clones. Además, tuvo el mayor estreno de cualquier película en dicho país con un certificado BBFC superior a una calificación «PG», manteniéndose por delante de Independence Day y Hannibal. A pesar de los partidos de almuerzo, la taquilla del fin de semana logró un aumento mayor del 110% entre semana y un aumento del 130% interanual cuando Pearl Harbor lideró la lista durante su tercera semana. Ha sido la número uno del país durante tres semanas hasta que fue desplazada por Minority Report. En India, la película se estrenó simultáneamente en inglés y en tres idiomas diferentes en 250 pantallas, convirtiéndose en el mayor alcance y retorno para un título de Hollywood desde The Mummy Returns en 2001. Incluso fue el primer gran estreno de Sony en el país desde Godzilla en 1998. El número total de los mercados internacionales que generaron ingresos brutos superiores a 10 millones de dólares incluyen Australia (16,9 millones de dólares), Brasil (17,4 millones de dólares), Francia, Argelia, Mónaco, Marruecos y Túnez (32,9 millones de dólares), Alemania (30,7 millones de dólares), Italia (20,8 millones de dólares), Japón (56,2 millones de dólares), México (31.2 millones de dólares), Corea del Sur (16.98 millones de dólares), España (23.7 millones de dólares) y el Reino Unido, Irlanda y Malta (45.8 millones de dólares).
Spider-Man se convirtió en la película de superhéroes más taquillera de todos los tiempos en el momento de su estreno, tanto a nivel nacional como mundial, superando a Batman. Su recaudación interna finalmente fue superada por The Dark Knight (2008). Su recaudación mundial se superó por primera vez por Spider-Man 3 (2007). También mantuvo el récord de ser la cinta más taquillera de Sony a nivel nacional hasta 2018, cuando finalmente se superó por Jumanji: Welcome to the Jungle (404,5 millones de dólares).

### Respuesta de la crítica
En el sitio web de agregador de reseñas Rotten Tomatoes, la película tiene una calificación de aprobación del 90% basada en 245 reseñas, con una calificación promedio de 7.6/10. El consenso de los críticos del sitio web dice: «Spider-Man no solo brinda una buena dosis de diversión, sino que también tiene corazón, gracias a los encantos combinados del director Sam Raimi y la estrella Tobey Maguire». Metacritic, que utiliza un promedio ponderado, le ha asignado una puntuación de 73 sobre 100 basada en 38 críticos, lo que indica «críticas generalmente favorables».
El reparto, formado principalmente por Tobey Maguire, Willem Dafoe y J. K. Simmons, suele citarse como uno de los puntos culminantes de la cinta. Eric Harrison, del Houston Chronicle, inicialmente se mostró escéptico sobre la elección de Maguire, pero después de verlo afirmó que «se vuelve difícil imaginar a alguien más en el papel». El crítico de USA Today, Mike Clark, creía que el reparto rivalizaba con el de Christopher Reeve como Superman: The Movie de 1978. Owen Gleiberman, de Entertainment Weekly, tenía sentimientos encontrados sobre el casting, particularmente con Tobey Maguire, expresando que «Maguire, por muy ganador que sea, nunca tiene la oportunidad de unir los dos lados de Spidey: el niño y el hombre, el romántico y el vengador». Kirk Honeycutt de The Hollywood Reporter pensó: «La imaginación de los cineastas funciona a toda marcha desde el diseño inteligente de los créditos iniciales llenos de telarañas y el beso invertido del protagonista y MJ, después de uno de  osmuchos rescates de ella, hasta un final que deja las relaciones de los personajes abiertas para futuras aventuras».
Manohla Dargis de LA Weekly escribió: «No es que sea intrínsecamente inadecuado para la traducción de acción en vivo; es solo que no es particularmente interesante o, bueno, animado». Dándole 2.5/4 estrellas, Roger Ebert del Chicago Sun-Times sintió que el filme carecía de un elemento de acción decente: «Considere la escena en la que Spider-Man tiene que elegir cruelmente entre salvar a Mary Jane o un teleférico lleno de niños de la escuela. Él trata de salvar a ambos, de modo que todos cuelgan de una red que parece estar a punto de soltarse. Las imágenes aquí podrían haber dado una impresión de los enormes pesos y tensiones involucrados, pero en cambio, la escena parece más como un guion gráfico incruento de la idea». Estilísticamente, hubo fuertes críticas al disfraz del Duende Verde, lo que llevó a Richard George de IGN a comentar años después: «No estamos diciendo que el disfraz de los cómics sea exactamente emocionante, pero la armadura del Duende (el casco en particular) de la cinta es casi cómicamente malo... No solo no da miedo, sino que prohíbe la expresión».
Entertainment Weekly puso «el beso en Spider-Man» en su lista de «lo mejor de» de fin de la década, y dijo: «Hay una línea muy fina entre lo romántico y lo cursi. Y el beso empapado por la lluvia entre el superhéroe y Mary Jane de 2002 baila tap justo en esa línea. ¿La razón por la que funciona? Incluso si ella sospecha que él es Peter Parker, no intenta averiguarlo. Y eso es sexy». La revista Empire clasificó al filme en el puesto 437 de su lista de las 500 mejores películas de todos los tiempos en 2008.

### Premios y nominaciones
El filme ganó varios premios que van desde los Teen Choice Awards hasta los Premios Saturn, y también fue nominada a dos Premios de la Academia por Mejores Efectos Visuales y Mejor Sonido (Kevin O'Connell, Greg P. Russell y Ed Novick), pero perdió ante El Señor de los Anillos: las dos torres y Chicago, respectivamente. Aunque sólo Danny Elfman se llevó a casa un premio Saturn, Raimi, Maguire y Dunst fueron nominados por sus respectivos puestos. También se llevaron a casa el Premios People's Choice por «Película cinematográfica favorita». La cinta fue nominada a Película Favorita en los Nickelodeon Kids' Choice Awards, pero perdió ante Austin Powers in Goldmember.
| Año  | Premiación              | Categoría                                    | Receptor                                                                          | Resultado | Ref.    |
| ---- | ----------------------- | -------------------------------------------- | --------------------------------------------------------------------------------- | --------- | ------- |
| 2002 | Premios de la Academia  | Mejor Sonido                                 | Kevin O'Connell, Greg P. Russell y Ed Novick                                      | Nominados | [ 221 ] |
| 2002 | Premios de la Academia  | Mejores Efectos Visuales                     | John Dykstra, Scott Stokdyk, Anthony LaMolinara y John Frazier                    | Nominados | [ 221 ] |
| 2002 | Broadcast Music, Inc.   | Premio de música de cine BMI                 | Danny Elfman                                                                      | Ganador   | [ 222 ] |
| 2002 | Premios BAFTA           | Mejores efectos visuales                     | John Dykstra, Scott Stokdyk, John Frazier y Anthony LaMolinara                    | Nominados | [ 223 ] |
| 2002 | Critic's Choice Awards  | Mejor canción                                | Chad Kroeger («Hero»)                                                             | Nominada  | [ 224 ] |
| 2002 | Premios Empire          | Mejor actriz                                 | Kirsten Dunst                                                                     | Nominada  | [ 225 ] |
| 2002 | Premios Golden Trailer  | Mejor acción                                 | Spider-Man                                                                        | Nominada  | [ 226 ] |
| 2002 | Premios Golden Trailer  | La mejor música                              | Spider-Man                                                                        | Nominada  | [ 226 ] |
| 2002 | Premios Golden Trailer  | Lo mejor del espectáculo                     | Spider-Man                                                                        | Nominada  | [ 226 ] |
| 2002 | Premios Golden Trailer  | Mejor voz en off                             | Spider-Man                                                                        | Ganadora  | [ 226 ] |
| 2002 | Premios Hugo            | Mejor presentación dramática - Versión larga | Spider-Man                                                                        | Nominada  | [ 227 ] |
| 2003 | Premios Saturn          | Mejor película de fantasía                   | Spider-Man                                                                        | Nominada  | [ 228 ] |
| 2003 | Premios Saturn          | Mejor actor                                  | Tobey Maguire                                                                     | Nominado  | [ 228 ] |
| 2003 | Premios Saturn          | Mejor actriz                                 | Kirsten Dunst                                                                     | Nominada  | [ 228 ] |
| 2003 | Premios Saturn          | Mejor director                               | Sam Raimi                                                                         | Nominado  | [ 228 ] |
| 2003 | Premios Saturn          | Mejor música                                 | Danny Elfman                                                                      | Ganador   | [ 228 ] |
| 2003 | Premios Saturn          | Mejor película de fantasía                   | Spider-Man                                                                        | Nominada  | [ 228 ] |
| 2003 | Premios People's Choice | Película favorita                            | Spider-Man                                                                        | Ganadora  | [ 229 ] |
| 2003 | World Stunt Awards      | Mejor pelea                                  | Chris Daniels, Zach Hudson, Kim Kahana Jr., Johnny Trí Nguyễn y Mark Aaron Wagner | Nominados | [ 230 ] |
| 2003 | Premios Young Artist    | Mejor largometraje familiar - Fantasía       | Spider-Man                                                                        | Nominada  | [ 231 ] |
| 2003 | Kids Choice Awards      | Película favorita                            | Spider-Man                                                                        | Nominada  | [ 220 ] |
| 2003 | Kids Choice Awards      | Actriz de película favorita                  | Kirsten Dunst                                                                     | Nominada  | [ 220 ] |

## Futuro

### Secuelas y serie animada
Sam Raimi produjo y dirigió dos secuelas de Spider-Man: Spider-Man 2 que se estrenó el 30 de junio de 2004, y Spider-Man 3 que fue estrenada el 4 de mayo de 2007. Una serie  spin-off animada por computadora, Spider-Man: The New Animated Series se desarrolló de julio a septiembre de 2003; estando destinada a ser la continuación de la primera película y siendo una secuela alternativa sin relación con los eventos de las secuelas posteriores.

## Videojuego

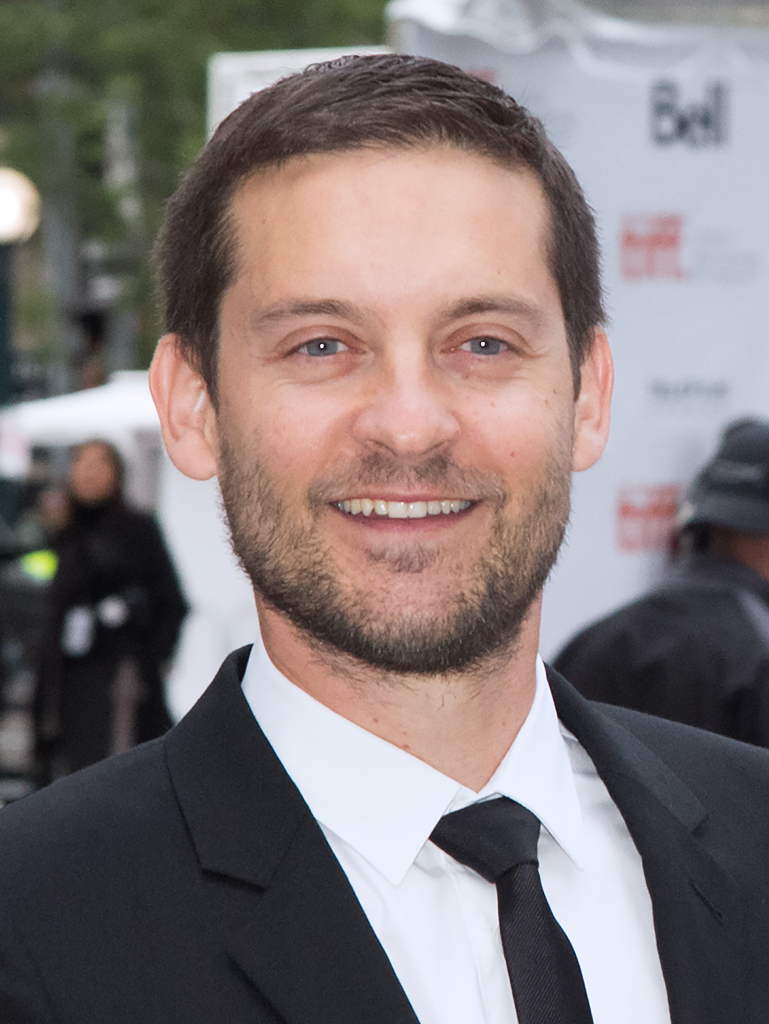
Tobey Maguire en el Festival Internacional de Cine de Toronto 2014 en Toronto, Canadá.

Se lanzó un videojuego basado en la película del mismo nombre. El juego fue desarrollado por Treyarch (solo para consolas domésticas), publicado por Activision, y lanzado en 2002 para la Game Boy Advance, GameCube, Microsoft Windows, PlayStation 2 y Xbox. El título tiene muchas escenas y villanos que no aparecieron en la cinta. Le siguió Spider-Man 2 dos años después para promocionar el estreno de la segunda película. En 2007, para promover el lanzamiento del tercer filme, se estrenó Spider-Man 3. Tobey Maguire y Willem Dafoe fueron los únicos actores que repitieron sus papeles. Spider-Man: Amigo o Enemigo fue lanzando en 2007, el juego toma prestados los personajes de la cinta y sirve como trama no canónica de la serie de películas.
Las críticas fueron positivas. En julio de 2006, la versión de Spider-Man para PlayStation 2 había vendido 2,1 millones de copias y ganado 74 millones de dólares en los Estados Unidos. Next Generation lo clasificó como el decimoquinto videojuego más vendido lanzado para PlayStation 2, Xbox o GameCube entre enero de 2000 y julio de 2006 en ese país. Las ventas combinadas de los títulos de consola lanzados en la década de 2000 alcanzaron los 6 millones de unidades en los Estados Unidos en julio de 2006.